# 野村茂
野村 茂（のむら しげる）は、日本の元アマチュア野球選手（捕手）。

## 経歴
PL学園高校では、3年生の時に、1970年の第52回全国高等学校野球選手権大会に出場し、決勝に進出するが、東海大学付属相模高校に敗れた。高校同期に新美敏、新井宏昌、1年下に行澤久隆らがいた。
同年のドラフト会議でヤクルトアトムズから9位指名を受けたが、入団を拒否し、高校卒業後は日本生命に入社した。
1971年の都市対抗野球に出場し、同年のドラフト会議でも東映フライヤーズから9位指名を受けたが、入団を拒否し、チームに残留した。
1980年の都市対抗野球では10年連続出場選手に選ばれた。在籍中は監督も兼任した佐竹政和が正捕手であり、出場機会が少ないため一時は外野手に転向した。